# Sonny Enell
Sonny Stig Enell, född 4 maj 1988 i Tranås, Säby församling, Jönköpings län, är en svensk musikalartist. Han har medverkat i ett flertal musikaler, både i Sverige och i Danmark. I den svenska urpremiären av American Idiot på Malmö Opera 2015 gjorde han huvudrollen Will och hösten 2015 spelar han Robert i Kristina från Duvemåla på Malmö Live tillsammans med bl.a. Sanna Nielsen. Sonny Enell har även spelat familjeteater och bland annat medverkat i uppsättningar på Lisebergsteatern i Göteborg av Astrid Lindgrens berättelser.
Vid sidan av sin musikalartistkarriär arrangerar Sonny Enell allsånger och julkonserter, ofta där intäkterna går till välgörande ändamål, ofta tillsammans med sin tvillingbror Tobias Enell, även han musiker.

## Teater

### Roller (i urval)
| År   | Roll                              | Produktion                                                  | Regi             | Teater                                                                  |
| ---- | --------------------------------- | ----------------------------------------------------------- | ---------------- | ----------------------------------------------------------------------- |
| 2009 | Konstapel Klang                   | Pippi Långstrump firar jul                                  |                  | Lisebergsteatern                                                        |
| 2010 | Lill-Klippen                      | Ronja Rövardotter                                           |                  | Teatergläntan, Falkenberg                                               |
| 2010 | Madickens pappa Jonas             | Madicken på Junibacken                                      |                  | Lisebergsteatern                                                        |
| 2011 | Joly Ensemble                     | Les Misérables                                              | Ronny Danielsson | Malmö Opera                                                             |
| 2011 | Tiljan Jonatan Lejonhjärta Alfred | Teatervinden                                                |                  | Lisebergsteatern                                                        |
| 2012 | John Hinckley                     | Assassins                                                   | Staffan Aspegren | Södra Teatern, Stockholm                                                |
| 2012 | Ensemble                          | Chess                                                       | Staffan Aspegren | Århus teater, Danmark                                                   |
| 2012 | Plåtmannen                        | Trollkarlen från Oz                                         |                  | Teatergläntan, Falkenberg                                               |
| 2012 | Eddie Lyons                       | Blodsbröder                                                 |                  | Lisebergsteatern, Göteborg Falkenbergs stadsteater "Storan", Falkenberg |
| 2013 | Anton                             | Emil i Lönneberga                                           |                  | Sverigeturné                                                            |
| 2014 | Ensemble                          | Rebecca Sylvester Levay och Michael Kunze                   | Åsa Melldahl     | Malmö Opera                                                             |
| 2014 | Nils Kraek                        | Bokstavligt talat                                           |                  | Aftonstjärnan, Göteborg                                                 |
| 2014 | Janko                             | Doktor Zjivago Lucy Simon, Michael Korie och Michael Weller | Ronny Danielsson | Malmö Opera                                                             |
| 2015 | Will                              | American Idiot                                              | Philip Zandén    | Malmö Opera.                                                            |
| 2015 | Husbocken Pappa                   | Karlsson på taket                                           |                  | Teatergläntan, Falkenberg                                               |
| 2015 | Jerry                             | The Full Monty - Allt eller inget                           |                  | Teater Storan, Falkenberg                                               |
| 2015 | Robert                            | Kristina från Duvemåla (Konsertversion)                     | Marianne Mörck   | Malmö Live                                                              |
| 2015 | Krister Karlberg                  | Vi på Saltkråkan                                            |                  | Lisebergsteatern                                                        |
| 2016 | Motel Kamzoil                     | Spelman på taket                                            | Staffan Aspegren | Kulturhuset Spira, Jönköping.                                           |
| 2016 | Andrej                            | Andrejs längtan                                             | Sara Ekman       | Operaverkstan, Malmö/ Turné                                             |
| 2016 | Konstapel Kling                   | Pippi Långstrump                                            |                  | Lisebergsteatern                                                        |
| 2017 | Jerry                             | The Full Monty - Allt eller inget                           |                  | Göteborgs konserthus                                                    |
| 2023 | Benny                             | Hundraåringen som klev ut genom fönstret och försvann       | Markus Virta     | Wermland Opera                                                          |
| 2024 | Bob/André                         | Flowers for Mrs Harris                                      | Niklas Riesbeck  | Wermland Opera                                                          |